# Nils-Erik Hansegård
Nils-Erik Hansegård, född 24 juni 1918 i Stockholm, död 4 februari 2002 i Uppsala, var en svensk språkvetare. Han var bror till Lars Hansegård.
Nils-Erik Hansegård blev filosofie magister vid Stockholms högskola 1953, filosofie licentiat vid Uppsala universitet 1961 och filosofie doktor 1967. Han var adjunkt vid läroverket i Kiruna 1953–1967, docent vid Uppsala universitet 1967–1975 och professor i samiska vid Umeå universitet 1975–1979. Hansegård utgav skrifter om tvåspråkighet, samer och samiska, bland annat The Transition of the Jukkasjärvi Lapps from Nomadism to Settled Life and Farming (1978).
Han var gift med Sara Hansegård (1912-2004) från Láhtteluokta, där hennes far Per Andersson Sarri 1918 var den tredje fast boende.